# Gheorghe Tătaru
Gheorghe Tătaru (ur. 5 maja 1948 w Bukareszcie, zm. 19 grudnia 2004 w Jassach) – rumuński piłkarz grający na pozycji napastnika. W swojej karierze rozegrał 10 meczów w reprezentacji Rumunii i strzelił w niej 3 gole.

## Kariera klubowa
Karierę piłkarską Tătaru rozpoczął w klubie Steaua Bukareszt. W 1967 roku awansował do kadry pierwszego zespołu. 10 września 1967 zadebiutował w pierwszej lidze rumuńskiej w wygranym 2:0 domowym meczu ze Steagulem Roșu Brașov. W debiutanckim sezonie wywalczył ze Steauą tytuł mistrza Rumunii. Następnie w latach 1969, 1970 i 1971 trzykrotnie zdobył Puchar Rumunii. W sezonie 1970/1971 z 15 golami został współkrólem strzelców ligi wraz z Floreą Dumitrache i Constantinem Moldoveanu. W zespole Steauy grał do końca sezonu 1973/1974.
W 1974 roku Tătaru przeszedł do klubu Chimia Râmnicu Vâlcea. W sezonie 1974/1975 spadł z nim do drugiej ligi. Latem 1975 przeszedł do CS Târgoviște. W latach 1977–1980 występował w nim w rumuńskiej ekstraklasie. W sezonie 1981/1982 był zawodnikiem Autobuzulu Bukareszt, a w sezonie 1983/1984 – Unirei Slobozia. W 1984 roku zakończył karierę.
| Sezon   | Klub                  | Kraj    | Rozgrywki | Mecze | Bramki |
| ------- | --------------------- | ------- | --------- | ----- | ------ |
| 1967/68 | Steaua Bukareszt      | Rumunia | Divizia A | 18    | 6      |
| 1968/69 | Steaua Bukareszt      | Rumunia | Divizia A | 26    | 7      |
| 1969/70 | Steaua Bukareszt      | Rumunia | Divizia A | 27    | 16     |
| 1970/71 | Steaua Bukareszt      | Rumunia | Divizia A | 25    | 15     |
| 1971/72 | Steaua Bukareszt      | Rumunia | Divizia A | 20    | 6      |
| 1972/73 | Steaua Bukareszt      | Rumunia | Divizia A | 29    | 6      |
| 1973/74 | Steaua Bukareszt      | Rumunia | Divizia A | 24    | 1      |
| 1974/75 | Chimia Râmnicu Vâlcea | Rumunia | Divizia A | 32    | 11     |
| 1975/76 | CS Târgoviște         | Rumunia | Divizia B | ?     | ?      |
| 1976/77 | CS Târgoviște         | Rumunia | Divizia B | 22    | 19     |
| 1977/78 | CS Târgoviște         | Rumunia | Divizia A | 28    | 6      |
| 1978/79 | CS Târgoviște         | Rumunia | Divizia A | 27    | 4      |
| 1979/80 | CS Târgoviște         | Rumunia | Divizia A | 16    | 1      |
| 1981/82 | Autobuzul Bukareszt   | Rumunia | Divizia B | ?     | ?      |
| 1983/84 | Unirea Slobozia       | Rumunia | Divizia B | ?     | ?      |

## Kariera reprezentacyjna
W reprezentacji Rumunii Tătaru zadebiutował 2 czerwca 1970 w przegranym 0:1 meczu Mistrzostw Świata w Meksyku z Anglią. Na tym turnieju zagrał także w meczach z Czechosłowacją (2:1) i z Brazylią (2:3). Od 1970 do 1972 roku rozegrał w kadrze narodowej 10 meczów i strzelił w nich 3 gole.
| Mecze i gole w reprezentacji | Mecze i gole w reprezentacji | Mecze i gole w reprezentacji | Mecze i gole w reprezentacji | Mecze i gole w reprezentacji | Mecze i gole w reprezentacji | Mecze i gole w reprezentacji |
| #                            | Data                         | Stadion                      | Rywal                        | Wynik                        | Gol                          | Rozgrywki                    |
| 1970                         | 1970                         | 1970                         | 1970                         | 1970                         | 1970                         | 1970                         |
| ---------------------------- | ---------------------------- | ---------------------------- | ---------------------------- | ---------------------------- | ---------------------------- | ---------------------------- |
| 1.                           | 02.06.1970                   | Guadalajara, Meksyk          | Anglia                       | 0:1                          | 0                            | MŚ 1970                      |
| 2.                           | 06.06.1970                   | Guadalajara, Meksyk          | Czechosłowacja               | 2:1                          | 0                            | MŚ 1970                      |
| 3.                           | 10.06.1970                   | Guadalajara, Meksyk          | Brazylia                     | 2:3                          | 0                            | MŚ 1970                      |
| 4.                           | 11.10.1970                   | Bukareszt, Rumunia           | Finlandia                    | 3:0                          | 0                            | el. ME 1972                  |
| 1971                         |                              |                              |                              |                              |                              |                              |
| 5.                           | 18.04.1971                   | Bukareszt, Rumunia           | Albania                      | 2:1                          | 0                            | el. IO 1972                  |
| 6.                           | 26.05.1971                   | Tirana, Albania              | Albania                      | 2:1                          | 2                            | el. IO 1972                  |
| 7.                           | 22.09.1971                   | Helsinki, Finlandia          | Finlandia                    | 4:0                          | 0                            | el. ME 1972                  |
| 8.                           | 10.10.1971                   | Kopenhaga, Dania             | Dania                        | 1:2                          | 0                            | el. IO 1972                  |
| 1972                         |                              |                              |                              |                              |                              |                              |
| 9.                           | 23.04.1972                   | Bukareszt, Rumunia           | Peru                         | 2:2                          | 1                            | towarzyski                   |
| 10.                          | 21.05.1972                   | Bukareszt, Rumunia           | Dania                        | 2:3                          | 0                            | el. IO 1972                  |